# Gynacantha risi
Gynacantha risi là loài chuồn chuồn trong họ Aeshnidae. Loài này được Laidlaw mô tả khoa học đầu tiên năm 1931.